# Euphorbia papillosa
Euphorbia papillosa är en törelväxtart som beskrevs av Augustin François César Prouvençal de Saint-Hilaire. 
Euphorbia papillosa ingår i släktet törlar och familjen törelväxter. Inga underarter finns listade i Catalogue of Life.